# Осока, Павел Ильич
Павел Ильич Осока (9 октября 1913 года, деревня Новодмитровка, Одесский уезд, Херсонская губерния — 21 августа 1965 года, Запорожье, Украинская ССР) — старший монтажник реакторов Днепровского титано-магниевого комбината Запорожского совнархоза. Герой Социалистического Труда (1961).

## Биография
Родился в 1914 году в крестьянской семье в деревне Новодмитровка Одесского уезда (сегодня — Раздельнянский район Одесской области). В 1935—1936 годах проходил срочную службу в Красной Армии. С 1936 года трудился электролизником в цехе элетролиза Днепровского магниевого завода в Запорожье, с 1941 года — мастер на этом же заводе. После начала Великой Отечественной войны вместе с заводом эвакуировался в Соликамск, где до 1955 года трудился бригадиром, начальником смены цеха электролиза Соликамского магниевого завода.
В 1955 году возвратился в Запорожье, где продолжил трудиться старшим монтажником реактором Днепровского титано-магниевого комбината (сегодня — Запорожский титано-магниевый комбинат).
Добился выдающихся трудовых результатов. Досрочно выполнил личные социалистические обязательства и плановые производственные задания Шестой пятилетки (1956—1960). Удостоен звания Героя Социалистического Труда отдельным персонифицированным Указом Президиума Верховного Совета СССР (с грифом «не подлежит опубликованию») от 9 июня 1961 года «за выдающиеся успехи, достигнутые в деле развития цветной металлургии» с вручением ордена Ленина и золотой медали Серп и Молот.
Скончался в августе 1965 года в Запорожье.
Награды и звания
- Герой Социалистического Труда
- Орден Ленина
- Медаль «За трудовую доблесть» — дважды (10.02.1944; 27.10.1951)
- Медаль «За трудовое отличие» (05.05.1949)
- Медаль «За доблестный труд в Великой Отечественной войне 1941—1945 гг.» (06.06.1945)